# Lista de membros da Royal Society eleitos em 1908
Esta é uma lista de Membro da Royal Society eleitos em 1908.

## Fellows
1. Antoine Henri Becquerel (1852–1908)
2. David James Hamilton (1849–1909)
3. Silas Weir Mitchell (1829–1914)
4. Friedrich Robert Helmert (1843–1917)
5. William Gowland (1842–1922)
6. William Halse Rivers Rivers (1864–1922)
7. Charles Immanuel Forsyth Major (1843–1923)
8. Arthur Dendy (1865–1925)
9. Herbert Henry Asquith (1852–1928)
10. Shibasaburo Kitasato (1852–1931)
11. Sir Dugald Clerk[2]
12. Otto Stapf[3]
13. William Barlow[4]
14. Edmund Neville Nevill[5]
15. Herbrand Russell, 11th Duke of Bedford[6]
16. Sir Jocelyn Field Thorpe[7]
17. Randal Thomas Mowbray Rawdon Berkeley[8]
18. John Stanley Gardiner (1872–1946)
19. Henry Horatio Dixon[9]
20. John Hilton Grace[10]
21. Bertrand Russell[11]